# Lisnău, Covasna
Lisnău (maghiară Lisznyó) este un sat în comuna Ozun din județul Covasna, Transilvania, România. Se află în partea de sud-vest a județului, în Depresiunea Brașovului.